# 正直さんぽ
『正直さんぽ』（しょうじきさんぽ）は、2015年4月4日から2016年3月26日までフジテレビおよび一部の系列局で毎週土曜日に放送されていた旅バラエティ番組である。

## 概要
これまで2012年4月7日から2015年3月28日まで放送されていたぶらり旅番組で前番組『ぶらぶらサタデー』の後継番組。前番組では、『有吉くんの正直さんぽ』と『タカトシ&温水が行く小さな旅シリーズ』が放送されていたが、2015年4月から「有吉くんの正直さんぽ』と2014年12月27日に『ぶらぶらサタデー』の特別編として放送された『正直女子さんぽ』を放送することになった。このため『ぶらぶらサタデー』が当番組にタイトルを改題することになった。なお前番組で放送されていた『タカトシ&温水が行く小さな旅シリーズ』は放送時間を変更すると同時に、『ぶらぶらサタデー タカトシ&温水の路線バスの旅』として、月に1度の放送になった。
『有吉くんの正直さんぽ』『正直女子さんぽ』ともに、昼食でいくつか候補がある場合に、どれか1つ（『正直女子さんぽ』では2つ以上もありえる）の店に絞り込むため、候補ではあったが選から漏れた店舗が発生する。こちらはどちらも「あきらめ～店」として、その店の店長やオーナーシェフが自分が作った料理を食べながら、有吉または正直3姉妹が来てくれなかったことへの不満や悲哀を語るのがお約束である。
2016年3月26日で当番組は終了。2016年4月から月に1度の放送になっていた『ぶらぶらサタデー』が1年ぶりに土曜12:00 - 13:30枠で放送されることになった。2016年4月からの『ぶらぶらサタデー』では、2015年3月までの『有吉くんの正直さんぽ』『タカトシ&温水が行く小さな旅シリーズ』の放送に戻る。『正直女子さんぽ』は『ぶらぶらサタデー』では放送されず、当番組最終回の2016年3月26日放送の視聴者プレゼントで「正直3姉妹に散歩してほしい場所」の記載がなくなっていたことから、特番枠などの不定期放送も行われていない。

### 正直女子さんぽ
「正直3姉妹」（関根麻里、柳原可奈子、松岡茉優）による女子の街ブラ番組。
女性MC3人がメインの番組だったが、後述する関根の妊娠による休止・松岡のドラマロケによる欠席があり、3姉妹が揃ったのは全26話中の前半13話分のみとなった。
『有吉くんの正直さんぽ』では東京都内が中心であるが、『正直女子さんぽ』では東京から離れた観光地などを巡る散歩となっている。また、『有吉くんの正直さんぽ』では朝からランチまでの散歩であるが、『正直女子さんぽ』では午前中から（途中ランチを挟み）ディナーまでの散歩である。
基本は「正直3姉妹」による女子さんぽだが、そこにお世話役で関根の親戚という設定の飯尾寿子(ずん・飯尾)が加わり4人旅となる。飯尾は当初の設定では旅の途中から合流していたが、後述する関根の妊娠後は全編に登場している。ただし、途中で見たい場所・食べたいものが2つ以上重なることがいくつかあり、この場合は「正直チョイス」で分かれて旅をし、また再度合流して4人旅になる。なお、カメラが2台しかないため、仮に3つ以上に分かれてしまった場合は、誰か1人はカメラ撮影なしで、写真のみでの紹介となる（実際に2015年7月4日放送で、昼食が関根・松岡、飯尾、柳原の3つに分かれてしまい、柳原がカメラ撮影なしでの食事となった）。
『有吉くんの正直さんぽ』と異なり、ゲストは原則出演しない。そのため、番宣目的などの要素はなくほぼ純粋な女子旅となっている。

#### 関根の妊娠に伴う対応
2015年6月に関根が妊娠を発表してからは、体調に配慮して当初のコンセプトから路線変更をすることになった。
東京都内も旅をするようになり、その点では『有吉くんの正直さんぽ』との差がなくなっている。実際に、2015年8月1日放送の調布では、過去に『有吉くんの正直さんぽ』で訪れたことがあり、番組ステッカーが貼ってある深大寺そばの店舗が「あきらめ～店」として登場している。
飯尾はサポートのため、全編に登場するようになった。
2015年8月1日放送分からは関根がランチ終了後で旅を打ち切り、番組後半は代役（身代わり地蔵）として、飯尾の相方であるやすと交替する。2015年9月26日放送の前半部分を最後に産休に入ることになり、以後もやすが毎回登場（回により、全編出演または後半のみ出演）することになった。また、やすは飯尾と比較してテレビのロケ慣れしていないという設定になっており、柳原または松岡がやすのフォロー役という設定になっている。
2015年10月以降は関根が産休に入ったため、旅先が以前の東京から離れた場所に戻った。飯尾については引き続き全編に登場しており、こちらは妊娠中の対応がそのまま踏襲されることになった。しかしこの頃から関根が不在であるとともに、松岡がドラマ撮影などで不在の回も多く、女性が柳原だけになって「女子さんぽ」とは言えない状態になることも多々あった。結果的に関根の産休・育休明けを待たずして、2016年3月に事実上の放送終了となった。
なお、ずん（飯尾・やす）に関しては、『正直女子さんぽ』レギュラー前は『有吉くんの正直さんぽ』に度々ゲスト出演していたが、事実上の放送終了後である2016年7月23日放送の『有吉くんの正直さんぽ』で久々にゲスト出演した。一方で、2016年4月に産休明けで徐々に仕事復帰した関根を含め、正直3姉妹は3人ともに後番組の『ぶらぶらサタデー』には、『タカトシ&温水の路線バスの旅』『フットボールアワーの離島へ行こう!』も含め出演していない（2015年以前なら、柳原は『有吉くんの正直さんぽ』に出演歴があった）。

## 出演者
有吉くんの正直さんぽ
- 有吉弘行
- 生野陽子（フジテレビアナウンサー）

ナレーション
- 増岡弘（有吉くんの正直さんぽ）
- 冨永みーな（正直女子さんぽ）（パイロット版）
- 水田わさび（正直女子さんぽ）（2015年4月11日 - 2016年3月26日）

ほか

## 放送リスト
- 『有吉くんの正直さんぽ』の放送リストは、こちらを参照。
- 放送日はフジテレビ基準。

## 番組中使用曲
有吉くんの正直さんぽ
- 有吉くん&生野さん「正直に」（番組オリジナル曲）

正直女子さんぽ
- 正直3姉妹「明日へ てくてく」（番組オリジナル曲）

## スタッフ
有吉くんの正直さんぽ
- 編成企画：林英美
- プロデューサー：永盛健之（D:COMPLEX）
- 演出：三木康一郎・有田武史（D:COMPLEX）
- 制作著作：D:COMPLEX

正直女子さんぽ
- 編成：武田誠司（フジテレビ）
- 構成：山田美保子、塩沢航、有川周一（浅井企画）
- 撮影：才沢誠二
- VE：徳竹邦彦
- 照明：池田祐介
- 美術プロデューサー：森健彦
- ヘアメイク：魚住真弓(wuggla)　脇坂美穂
- CG：奥田真也
- イラスト：中村サトル
- 音響効果：田村夏美
- EED：田中友裕、山崎洋
- MA：土屋由香
- 技術協力：キャミックス、フリーダム・オブ・ザック、IMAGICA
- 美術協力：フジアール
- 広報：川本洋平（フジテレビ）
- TK：盛山潮里
- AD：鈴木圭一朗
- AP：鯉江舞
- 演出：近藤創
- プロデューサー：朝妻一、永盛健之（D:COMPLEX）
- チーフプロデューサー：浜野貴敏
- 制作協力：D：COMPLEX
- 制作著作：フジテレビ

## ネット局
| 放送対象地域      | 放送局                    | 系列           | 放送曜日・時間     |
| ----------------- | ------------------------- | -------------- | ------------------ |
| 関東広域圏 制作局 | フジテレビ（CX）          | フジテレビ系列 | 土曜 12:00 - 13:30 |
| 岩手県            | 岩手めんこいテレビ（mit） | フジテレビ系列 | 土曜 12:00 - 13:30 |
| 静岡県            | テレビ静岡（SUT）         | フジテレビ系列 | 土曜 12:00 - 13:30 |
| 福島県            | 福島テレビ（FTV）         | フジテレビ系列 | 土曜 14:00 - 15:00 |
| 新潟県            | 新潟総合テレビ（NST）     | フジテレビ系列 | 土曜 15:00 - 15:55 |
| 長野県            | 長野放送（NBS）           | フジテレビ系列 | 日曜 12:00 - 13:30 |
| 中京広域圏        | 東海テレビ（THK）         | フジテレビ系列 | 土曜 9:55 - 10:55  |
| 福井県            | 福井テレビ（FTB）         | フジテレビ系列 | 土曜 18:00 - 18:55 |